# Niels Nielsen (matemàtic)
Niels Nielsen   (Ørslev Sogn, 2 de desembre de 1865 - Copenhaguen, 16 de setembre de 1931) va ser un matemàtic danès.

## Vida i obra
Nielsen era fill d'uns pagesos humils i va créixer a la part occidental de l'illa de Fiònia. El 1891 es va graduar en matemàtiques a la universitat de Copenhaguen i el 1895 va obtenir el doctorat. El 1909 va succeir Julius Petersen com a professor titular de matemàtiques de la universitat de Copenhaguen.
Els seus treballs més originals van ser sobre funcions especials, amb una aportació important a la teoria de la funció gamma. El 1917 va patir una malaltia de la que no es va recuperar mai del tot. A partir d'aquesta data es va interessar per la teoria de nombres, nombres de Bernoulli, nombres de Stirling, i també per la història de les matemàtiques, escrivint dos llibres sobre els matemàtics danesos entre 1528 i 1908, i altres dos sobre matemàtics francesos.